# Festival de Cine Africano de Córdoba 2013 - 10ª edición
Festival de Cine Africano de Córdoba (antes de Tarifa)

## Festival de Cine Africano de Córdoba 2013
El X Festival de Cine Africano de Córdoba tendrá lugar del 11 al 19 de octubre de 2013

### Películas a concurso

#### Sección largometrajes “El sueño africano”
Esta sección presenta este año nueve largometrajes que ofrecen una mirada y un lenguaje cinematográfico original e innovador y que ante todo exploran el ser humano, en su singularidad y como parte de una entidad político-social.
Destaca la fuerte presencia de títulos argelinos y las nuevas tendencias del cine de África Subsahariana; así como del resto del Norte de África que abordan el tema de las Primaveras Árabes desde una perspectiva periférica, deteniéndose en las peculiaridades individuales al margen de estos procesos.
Como novedad, este año el festival ha decidido incluir una “proyección secreta” en esta sección; de la que sólo podemos adelantar que se trata de una obra de 2012 realizada por una cineasta argelina.
- Yema, de Djamila Sahraoui]] (Argelia, 2012, 93’)
- One man´s show, de Newton Aduaka (Nigeria, 2012, 80’)
- Mouhawala fachila li taarifi el hob, de Hakim Belabbes (Marruecos, 2012, 92’)
- Rengaine, de Rachid Djaïdani (Argelia, 2012, 75’)
- Something necessary, de Judy Kibinge (Kenia, 2013, 85’)
- Malagasy Mankany, de Haminiaina Ratovoarivony (	Madagascar, 2012, 93’)
- C’est eux les chiens, de Hich am Lasri (Marruecos, 2013, 85’)
- Nesma, de Homeïda Behi (Túnez, 2012, 88’)
- Secret Screening, de Matho Aïdi (Argelia, 2013, 77’)

#### Sección documentales “Al otro lado del estrecho”
Esta sección está constituida por ocho largometrajes documentales de creación africanos. En la selección de esta edición destaca la presencia de nuevos y jóvenes directores argelinos, que forman parte de una generación muy heterodoxa, con visiones y propuestas estilísticas que dan a la producción de este país un nuevo soplo.
- Atalaku, de Dieudonné Hamadi, (RD Congo, 2012, 60’)
- Ya man aach, de Hinde Boujemaa, (Túnez, 2012, 71’)
- Demande a ton ombre, de Lamine Ammar Khodja, (Argelia, 2012, 78’)
- Babylon, de Youssef Chebbi, Eddine Ala Slim e Ismaël Louati, (Túnez, 2012, 121’)
- Mille soleils, de Mati Diop, (Senegal, 2013, 45’)
- C’est dans la boîte, de Djamil Beloucif, (Argelia/Francia, 2013, 65’)
- Jeppe on a Friday, de Arya Lalloo y Shannon Walsh, (Sudáfrica/Canada, 2012, 85’)
- President Dia, de Ousmane William Mbaye, (Senegal, 2012, 54’)

#### Sección cortometrajes “África en corto”
Esta sección está reservada a cortometrajes de ficción y documental que destacan por su carácter inventivo y su eficacia narrativa; una ocasión única para que los jóvenes talentos africanos se puedan dar a conocer fuera de sus países, a la espera de llevar a la pantalla los largometrajes que tienen en mente, o simplemente seguir valorando este formato.
- Les souliers de l’Aïd, Anis Lassoued (Túnez, 2012, 30’)
- Al Djazira, Amin Sidi Boumediène (Argelia, 2012, 35’)
- Tu seras mon allié, Rosine Mbakam (Camerún, 2012, 20’)
- Pour Nina, Osama Al Wardani (Egipto, 2012, 20’)
- Baba Noël, Walid Mattar (Túnez, 2012, 15’)
- Tarzan, Don Quichotte et nous, Hassan Ferhani (Argelia, 2013, 18’)
- Tao Tao!, Adama Sallé (Burkina Faso, 2013, 16’)
- Adamt, Zelalem Woldemariam (Etiopía, 2013, 18’)
- Le marechalat du roi-dieu, Yveline Nathalie Pontalier (Gabón, 2012, 45’)
- Les jours d’avant, Karim Moussaoui (Argelia, 2013, 45’)

### Películas fuera de concurso

#### Caja de Pandora
Selección de 11 películas realizadas por cineastas occidentales que han sido rodadas en África o que tienen que ver con África. Especialmente relevantes son las propuestas de Miguel Gomes, Peter Nestler, Yervant Gianikian y Angela RicciLucchi, o João Viana.
- Tabu de Miguel Gomes (Portugal	2012	118’)
- A costa dos murmurios de Margarida Cardoso (Mozambique / Portugal, 2004, 115’)
- Tall as the baobab tree de Jeremy Teicher (USA/Senegal, 2012, 82’)
- A batalha de Tabatô de Joaõ Viana (Portugal, 2013, 78’)
- Tod und Teufel de Peter Nestler (Alemania	2009, 55’)
- Pays barbare de Yervant Gianikian y Angela Ricci Lucchi (Francia, 2013, 65’)
- About Ndugu de David Muñoz (España, 2013, 15’)
- Nairobi half life de David Tosh Gitonga (Sudáfrica, 2012, 96’)
- Mandela: Son of Africa, Father of a Nation de Angus Gibson y Jo Menell (Sudáfrica, 1996, 118’)
- Le président de Jean- Pierre Bekolo (Camerún, 2013, 120’)
- Andalousie, mon amour! de Mohamed Nadif (Marruecos, 2012, 86’)

#### África en Ritmo
Está tradicional sección del FCAT reúne cuatro películas que tienen la particularidad de profundizar en la relación estrecha que existe entre música, cultura popular e historia.
- Calypso Rose : the Lioness of the jungle de Pascale Obolo (Trinidad & Tobago, 2011, 85’)
- Death metal Angola de Jeremy Xido (Angola / USA, 2012, 83’)
- Ô Mon Corps de Laurent Aït Benalla (Catar / Francia, 2012, 72’)
- Jimmy Dakar Soul de Marina Aguirre y David García (España, 2013, 52’)

#### Carta Blanca al EDOC
El festival de Cine Documental de Quito, el EDOC nos propone una selección de cinco películas ancladas en las realidades vividas por afrodescendientes de Ecuador, Colombia y Brasil.
- Ángel, de Sebastiano d´Ayala Valva (Ecuador/Francia, 2010, 61’)
- El barrio de las mujeres solas, de Galo Betancourt (Ecuador, 2013, 67’)
- ¡Mete gol gana!, de Felipe Terán Altamirano (Ecuador, 2007, 80’)
- Terra deu, terra come, de Rodrigo Siqueira (Brasil, 2010, 89’)
- Don Ca, de Patricia Ayala Ruiz (Colombia, 2012, 90’)

#### 10 Fragmentos de un Discurso Amoroso Africano
Retrospectiva especial organizada para celebrar este décimo aniversario, y que sirve igualmente para revisar más de cincuenta años de cines africanos: una selección de diez películas que giran en torno al Amor.
No se trata de hacer un análisis antropológico sobre las prácticas amorosas o las manifestaciones del deseo en África, sino de afirmar, a través de diez sesiones de cine, diez fragmentos, “un discurso amoroso africano”.
- Octobre, de Abderrahmane Sissako (Mauritania, 1992, 36’)
- La vie sur terre, de Abderrahmane Sissako (Mauritania, 1998, 61’)
- L’enfant endormi, de Yasmine Kassari (Marruecos, 2004, 95’)
- Il va pleuvoir sur Conakry, de Cheik Fantamady Camara (Guinea Conakry, 2006, 113’)
- Karmen geï, de Joseph Gaï Ramaka (Senegal, 2001, 86’)
- Dunia, de Jocelyne Saab (Egipto, 2005, 110’)
- Touki Bouki, de Djibril Diop Mambéty (Senegal, 1973, 86’)
- Tilaï, de Idrissa Ouedraogo (Burkina Faso, 1990, 81’)
- Roma Wa La N'Touma, de Tariq Teguia (Argelia, 2006, 111’)
- Tey, de Alain Gomis (Senegal, 2011, 86’)
- Muna Moto, de Jean-Pierre Dikongué-Pipa (Camerún, 1974, 86’)
- On ne mourra pas, de Amel Kateb (Argelia, 2010, 20’)

#### Sesiones especiales
- Même pas mal, de Nadia El Fani (Túnez, 2012, 66’)
- Diamantes negros, de Miguel Alcantud (España, 2013, 110’)
- El rayo, de F. Araújo, E. De Nova (España, 2012, 86’)
- Wadjda, de Haifaa Al Mansour (Arabia Saoudita, 2012, 98’)
- Lámpara, de Rubén Monsuy, Ndong Andeme (Guinea Ecuatorial, 2013, 28’)
- Refugiados, de Fernando León y Elena Anaya (España, 2013, 25’)
- Kásuumaay, de GESA (Grupo de Estudio de las Sociedades Africanas) (España, 2013, 52’)

### Premios
- Griot al mejor largometraje de ficción
- Griot al mejor documental
- Griot al mejor cortometraje
- Premio del público